# كالفين بولارد
كالفين بولارد (بالإنجليزية: Calvin Pollard)‏ هو مهندس معماري أمريكي، ولد في 14 يونيو 1797، وتوفي في 1850.